# Terras de Trás-os-Montes
Terras de Trás-os-Montes (svenska Landet bakom bergen) är en statistisk underregion (NUTS 3) i nordvästra Portugal.                                                                                                                                                            
Den är en del av den statistiska regionen Norra Portugal (NUTS 2), och motsvarar i stort sett en stor del av distriktet  Bragança.                                         
Dess huvudort är Bragança.
Ytan uppgår till 5538 km² och befolkningen till 117 527 personer (2011).
Underregionen Terras de Trás-os-Montes sammanfaller geografiskt med Comunidade Intermunicipal das Terras de Trás-os-Montes ("Terras de Trás-os-Montes kommunalförbund"; ”CIM-TTM”).

## Kommuner
Underregionen Terras de Trás-os-Montes omfattar 9 kommuner (concelhos) och 195 kommundelar (freguesias).
- Alfândega da Fé
- Bragança
- Macedo de Cavaleiros
- Miranda do Douro
- Mirandela
- Mogadouro
- Vila Flor
- Vimioso
- Vinhais

## Största orter
- Bragança
- Mirandela
- Macedo de Cavaleiros
- Mogadouro
- Miranda do Douro
- Vila Flor
- Vinhais
- Alfândega da Fé